# Schriftstellerverband Russlands
Der Schriftstellerverband Russlands (russisch Союз писателей России) ist ein Verband von Berufsschriftstellern der Russischen Föderation. Er ging 1991 aus dem im Dezember 1958 als Unterorganisation des Schriftstellerverbandes der UdSSR gegründeten Schriftstellerverband der RSFSR hervor.
Die eher staatsnahe und nationalpatriotisch ausgerichtete Organisation ist nicht mit dem Verband russischer Schriftsteller (Союз российских писателей, auch Verband russländischer Schriftsteller) zu verwechseln, der ebenfalls 1991 gegründet wurde, nachdem dem Schriftstellerverband Russlands Antisemitismus und Stalinismus vorgeworfen wurden; aus ähnlichen Gründen spaltete sich bereits 1990 auch die Schriftstellervereinigung April (Апрель) ab, aus der 1991 der Schriftstellerverband Moskaus (Союз писателей Москвы) hervorging.

## Vorsitzende des Schriftstellerverbandes
- 1958–1970: Leonid Sobolew
- 1970–1990: Sergei Michalkow[2][3]
- 1991–1994: Juri Bondarew
- 1994–2018: Waleri Ganitschew[4][5]
- 2018: Nikolai Iwanow[6][7]
- 2025: Wladimir Medinski